# Johann Jacob Reinhardt

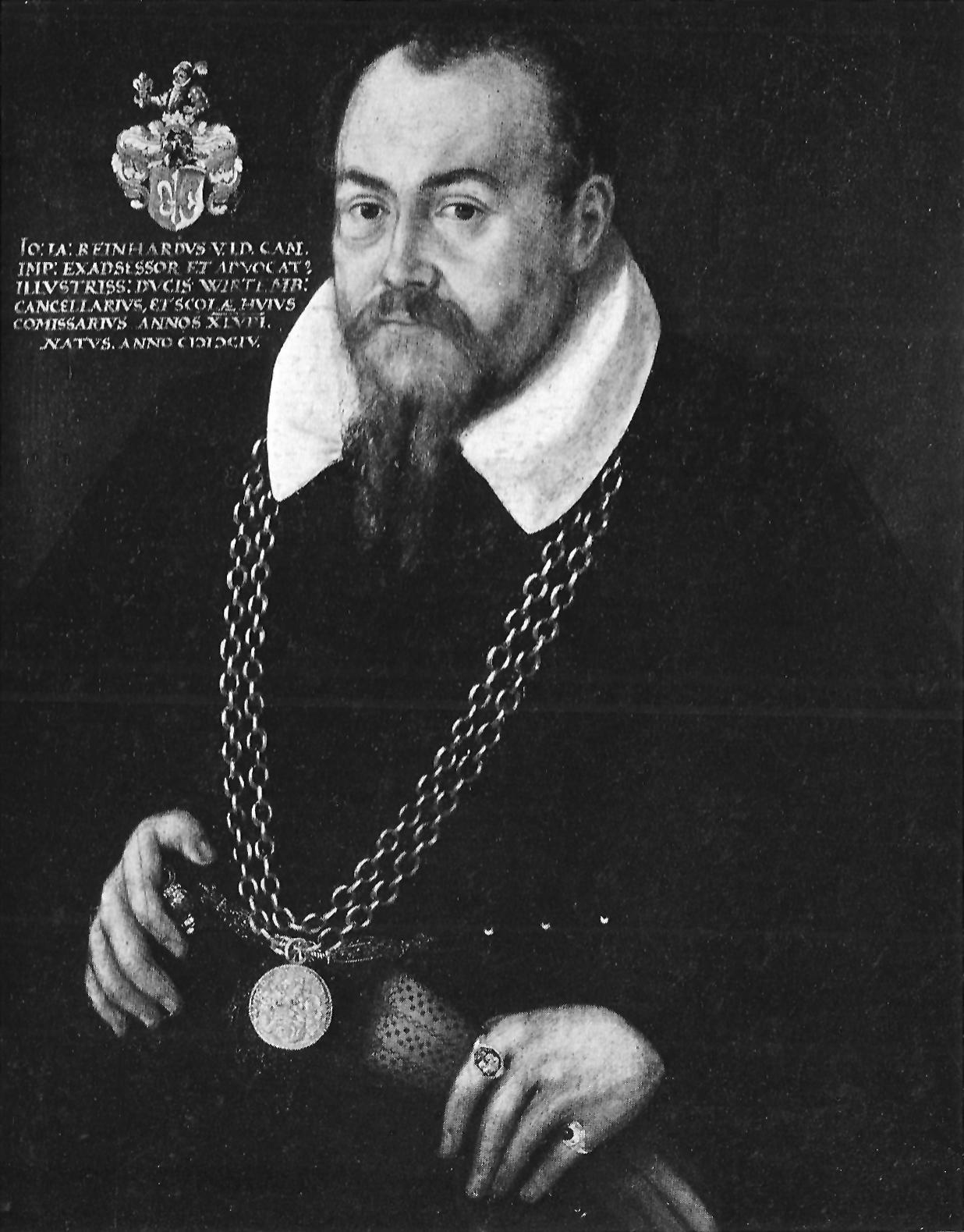
Johann Jacob Reinhardt auf einem Bild in der Tübinger Professorengalerie

Johann Jacob Reinhardt (* um 1556 in Steinheim an der Murr; † 15. September 1609 in Stuttgart) war ein deutscher Jurist und Professor an der Universität Tübingen.

## Leben
Johann Jacob Reinhardt immatrikulierte sich 1571 an der Universität Tübingen. Er wurde Professor für Jura in Tübingen, Assessor des kaiserlichen Kammergerichts, Herzoglicher Advokat, Kanzler und Universitätskommissar.
Sein 1604 von Johann Philipp Greter gemaltes Porträt hängt in der Tübinger Professorengalerie.